# カニコウモリ
カニコウモリ（蟹蝙蝠、学名：Parasenecio adenostyloides）は、キク科コウモリソウ属の多年草。

## 特徴
茎の高さは60-95cm。葉は茎に3枚ほど互生し、茎の下方の葉には長い柄がつく。葉の形は腎形で縁には粗い鋸歯があり、カニの甲羅に似る。葉身は長さ6-10cm、幅10-20cm。
花期は8-9月、茎の先に円錐花序状に白色の頭花をつける。総苞は長さ8-9mmの筒状で、総苞片は3個。頭花は3-5個の小花からなり、すべて両性の筒状花。小花の花冠は長さ8-8.5mmで深く5裂し、花柱の先は2つに分かれ反り返る。

## 分布と生育環境
四国、本州の近畿地方から東北地方に分布し、亜高山帯の針葉樹林の林床、林縁に自生する。群生することが多い。

## ギャラリー
- 花冠は深く5裂する
- 花茎が伸びだした頃